# Vinogradni (Moldavànskoie)
|  | Per a altres significats, vegeu «Vinogradni». |

Vinogradni - Виноградный (rus) és un possiólok del krai de Krasnodar, a Rússia. Es troba als vessants septentrionals del Caucas occidental, a la vora del riu Guetxepsin, a 8 km al nord-oest de Krimsk i a 87 km a l'oest de Krasnodar, la capital.
Pertany al municipi de Moldavànskoie.